# Río Azuga
El río Azuga es un curso de agua de la cuenca hidrográfica del Danubio, afluente por la izquierda del Prahova. Discurre por el centro de Rumanía.

## Descripción
El río, que tendría sus orígenes en los alrededores de Predeal, al este de dicho lugar, fluye primero de sur a norte y luego toma dirección sur. Más adelante se dirige al oeste hasta Azuga, donde desemboca en el río Prahovița.